# Country Club (Missouri)
Pour les articles homonymes, voir Country Club.
Le village de Country Club est situé dans le comté d'Andrew, dans l’État du Missouri, aux États-Unis. Sa population s’élevait à 2 449 habitants lors du recensement des États-Unis de 2010, estimée à 2 468 habitants en 2016.

## Source de la traduction
- (en) Cet article est partiellement ou en totalité issu de l’article de Wikipédia en anglais intitulé « Country Club, Missouri » (voir la liste des auteurs).